# Maja Braathen
Anna Marie (Maja) Lous Braathen, född 15 januari 1896 i Sundsvall, död 24 maj 1973 i Maria Magdalena församling, Stockholm var en svensk konstnär.

## Biografi
Åren 1916–1918 bedrev hon studier för Birger Simonsson på Konsthögskolan Valand. Hon gifte sig 1920 med sågverksdisponenten Gunnar Johansson som hon umgåtts med sedan barnsben, och flyttade till Helsingfors. Men redan 1929 avled hennes make och Maja Braathen flyttade till sin mor och bror i Stockholm. Att resa, att vara i ständig rörelse, kom att bli en livshållning för henne. Motiven sökte hon såväl i den jämtländska fjällvärlden som i Estland, Paris och Rom. 
Maja Braathen var nära vän till Siri Derkert och Vera Nilsson och fick sitt konstnärliga genombrott under 1940- och 1950-talet.
Hon är representerad på Nasjonalgalleriet i Oslo, Bergens museum och Nationalmuseum i Stockholm.